# Boris Jarak
Boris Jarak (Dubrovnik, 19. travnja 1963.) - bivši je hrvatski rukometaš. U karijeri je igrao za RK Medveščak.

## Vanjske poveznice
- Profil